# بنكسية إسفينية الأوراق
بنكسية إسفينية الأوراق (الاسم العلمي:Banksia cuneifolia) هي نوع غير مؤكد من النباتات تتبع جنس البنكسية من الفصيلة البروطية.